# Томорі (футбольний клуб)
Футбольний клуб «Томорі» Берат (алб. Futboll Klub Tomori Berat) — албанський футбольний клуб з Берата, заснований у 1923 році. Виступає у Другій лізі. Домашні матчі приймає на однойменному стадіоні, місткістю 14 450 глядачів.

## Досягнення
- Суперліга
  - Срібний призер (1): 1999–00
- Перша ліга
  - Переможець (4): 1930, 1950–51, 1970–71, 1976–77
- Друга ліга
  - Переможець (1): 2015—2016
- Кубок Албанії
  - Фіналіст (1): 1963–64
- Балканський кубок
  - Півфіналіст (1): 1991–92.